# Hubert Van de Weerd

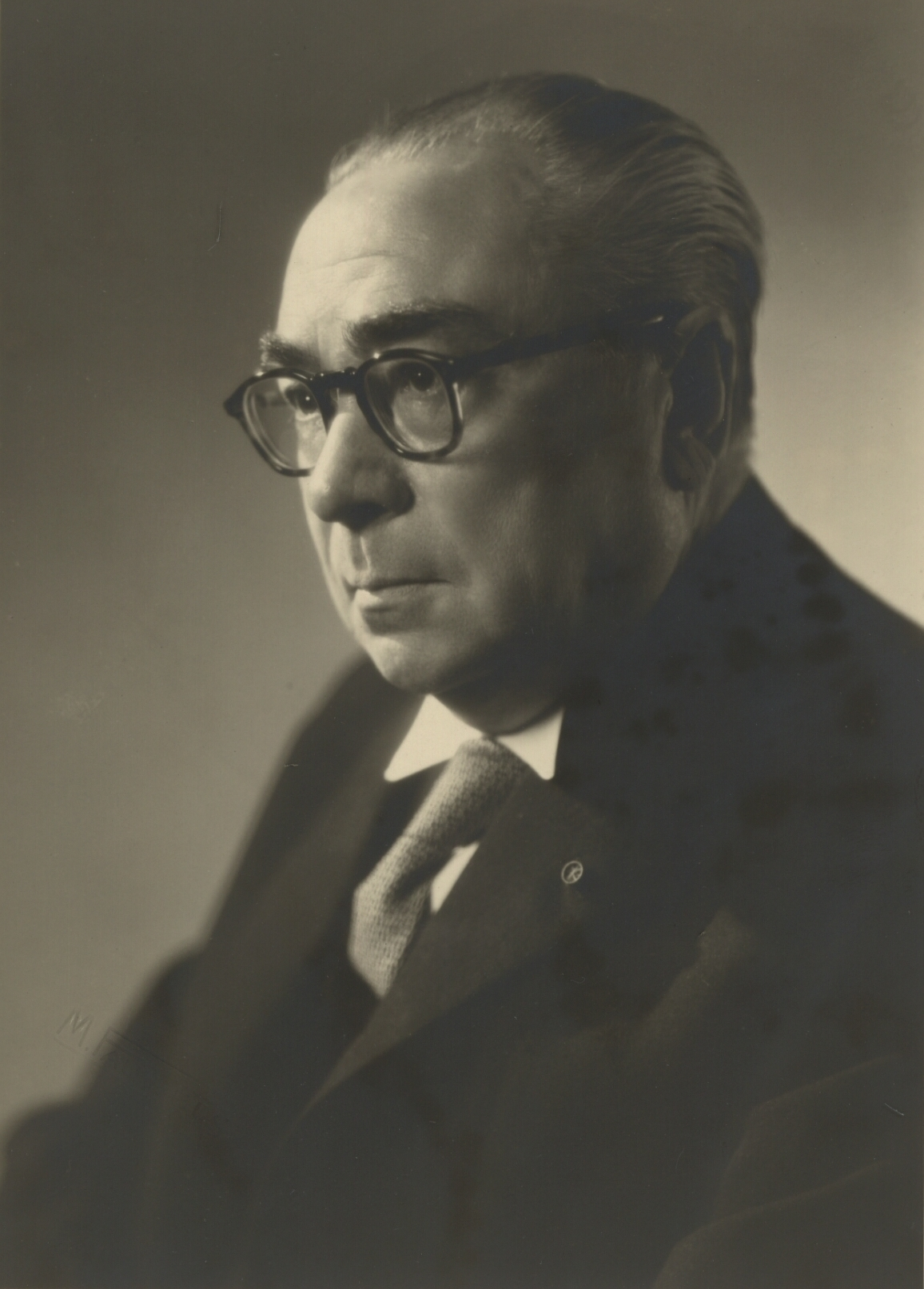
Hubert Van de Weerd

Karel Jozef Hubert Van de Weerd (Elen, 5 november 1878 - Brussel, 30 mei 1951) was een Belgisch senator.

## Levensloop
Na lager middelbaar onderwijs bij de Kruisheren in Maaseik en hoger middelbaar onderwijs in het kleinseminarie van Sint-Truiden, promoveerde hij in 1901 aan de Katholieke Universiteit Leuven tot doctor in de klassieke filologie met een proefschrift getiteld Drie Romeinse legioenen op de lagere Donau.
Hij werd achtereenvolgens:
- studiemeester aan het atheneum van Tongeren,
- leraar Latijn aan het atheneum van Oostende,
- leraar Latijn en Nederlands aan het atheneum van Tongeren,
- leraar geschiedenis, Latijn en Grieks aan het atheneum van Antwerpen,
- medestichter en rector van de Antwerpse Hogeschool voor Vrouwen,
- stichter van de School voor oude geschiedenis.

In 1929 werd hij benoemd tot gewoon hoogleraar Geschiedenis van de Romeinse Oudheid, Romeinse en Griekse Instellingen, Latijnse Epigrafie en Klassieke Kunstgeschiedenis aan de universiteit van Gent en vervulde deze opdracht tot in 1948. Hij was ook redacteur van het tijdschrift Antiquité classique. In 1939 werd hij lid van de Koninklijke Vlaamse Academie van België voor Wetenschappen en Kunsten. Hij was ook voorzitter van de Bond van Grote Gezinnen in Gent.
Van 1932 tot 1936 was hij katholiek provinciaal senator voor Oost-Vlaanderen.

## Publicaties
- Etude critique sur trois légions romaines du Bas-Danube (V Macedonia, XI Claudia, I Italica), suivi d'un aperçu sur l'armée romaine de la province de Mésie inférieure sous le Haut-Empire, Leuven, 1907.
- De Civitas Tungrorum, in: Verhandelingen van de KVHU, Antwerpen, 1914.
- Het Parthenon en Pheidias, in: Verhandelingen van de KVHU, Antwerpen, 1928.
- Inleiding tot de Gallo-Romeinsche archeologie der Nederlanden, Antwerpen, 1944.